# Khảo sát địa vật lý

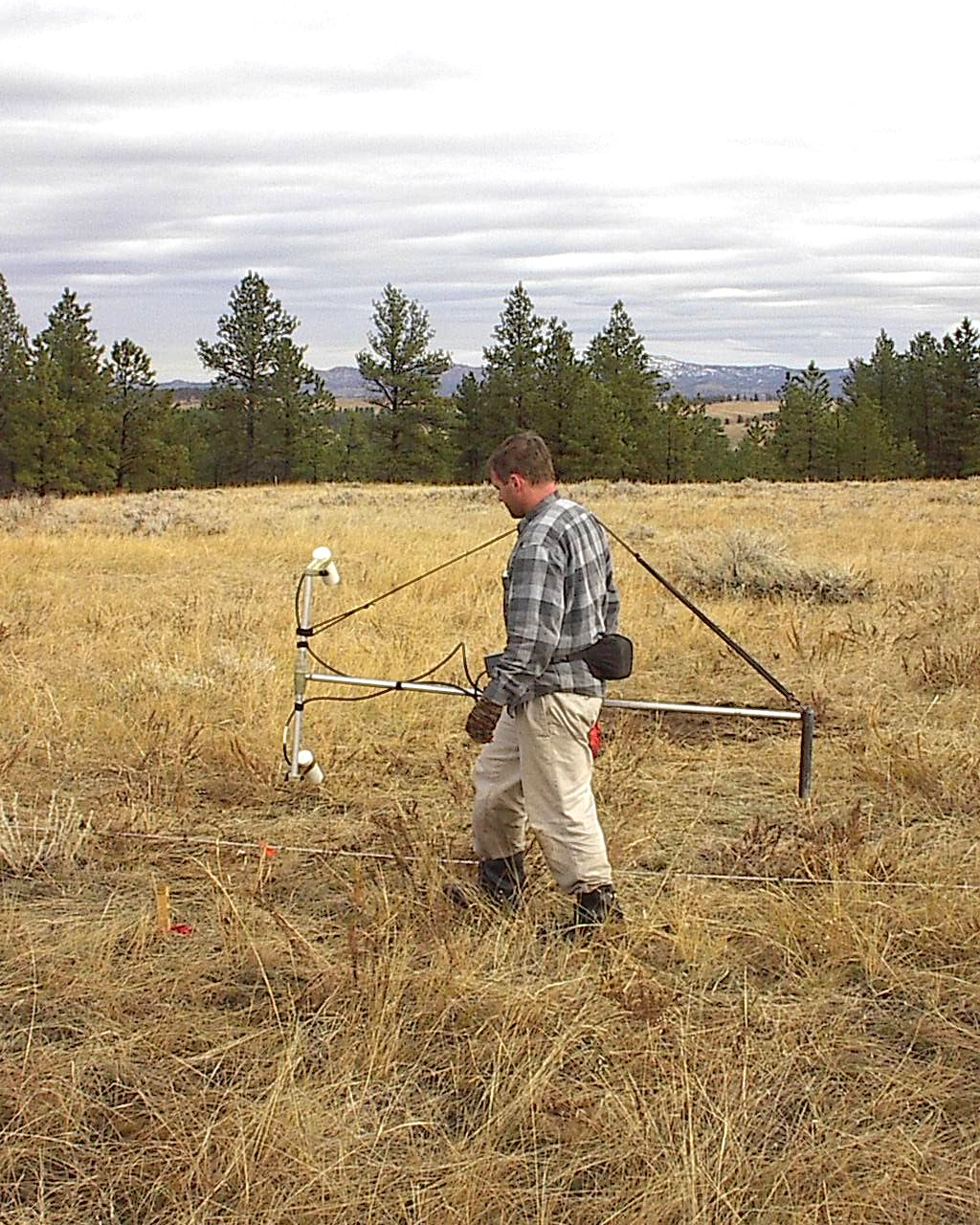
Đo từ đường bộ kiểu gradient thẳng đứng bằng máy đo từ Geometrics Cesium G-858 hai đầu thu tại một vị trí khảo cổ tại Montana, USA.

Khảo sát địa vật lý (Geophysical survey) là hệ thống các phương pháp được ứng dụng để nghiên cứu về các quá trình vật lý và tính chất vật lý của Trái Đất và môi trường không gian xung quanh của nó. Địa vật lý có nhiều ứng dụng trong khoa học Trái Đất, hải dương học, khí tượng học, địa chất học, tìm kiếm thăm dò khoáng sản, địa chất công trình, khảo cổ học,...
Địa vật lý có hai phân ngành, là:
- Vật lý Địa cầu: Thực hiện các quan sát các trường và hiện tượng vật lý trên mặt đất, trên biển, đại dương và trong không gian vũ trụ quanh Trái Đất, để phục vụ nghiên cứu cơ bản về hành tinh và những dự báo tương lai các hiện tượng.
- Địa vật lý Thăm dò: Sử dụng các phương pháp địa vật lý để nghiên cứu địa chất, tìm kiếm dầu khí, khoáng sản, nước ngầm, nước khoáng, địa nhiệt, địa chất công trình, địa chất môi trường - tai biến tự nhiên, khảo sát di tích khảo cổ, tìm vật chưa nổ (UXO),...

## Các phương pháp địa vật lý
Có thể xếp như dưới đây, nhưng còn tranh cãi:
- Địa chấn - âm học: 
  - Động đất,
  - Địa chấn phản xạ (Seismic Reflection),
  - Địa chấn nông phân giải cao (High Resolution Seismic),
  - Địa chấn khúc xạ (Refraction),
  - Địa chấn chiếu sóng (Tomography)[3],
  - Địa chấn mặt cắt thẳng đứng (Vertical Seismic Profiling, VSP),
  - Sonar,
  - Vi địa chấn (Microtremor)[4],
  - Thí nghiệm địa chấn (Seismic Test)
- Trọng lực: Thăm dò trọng lực kể cả đo gradient trường.
- Từ trường: 
  - Thăm dò từ kể cả đo gradient trường,
  - Cổ địa từ (lịch sử từ trường Trái Đất, Paleomagnetism)
- Điện (DC hoặc tần thấp): 
  - Điện trở (Resistivity, Resistivity Imaging, Tomography),
  - Thăm dò Điện Phân cực kích thích (Induced Polarization, IP)[5],
  - Thăm dò Điện trường thiên nhiên (Self Potential, SP).
- Điện từ: 
  - Điện từ cảm ứng (Electromagnetics, EM),
  - Điện từ miền thời gian (Time-Domain Electromagnetics, TDEM),
  - Điện từ Tellur (Magnetotellurics),
  - Đo sâu cộng hưởng từ (Magnetic Resonance Sounding, MRS)[6],
  - Radar xuyên đất (Ground Penetrating Radar, GPR)[7]
- Phóng xạ: Một số nhà địa vật lý coi Thăm dò Phóng xạ chỉ là một dạng công cụ, không phải là phương pháp địa vật lý thực thụ, thể hiện ở số văn liệu về phương pháp này không nhiều.
  - Đo tổng gamma tự nhiên,
  - Đo phổ gamma tự nhiên,
  - Đo gamma-gamma,
  - Đo kích hoạt Neutron,
  - Đo hơi Radon.
- Địa nhiệt: Đo nhiệt độ trong đất đá để xác định nguồn phát nhiệt.
- Viễn thám (Remote Sensing), bao gồm cả Hình ảnh siêu phổ (Hyperspectral).
- Địa chấn điện (Seismoelectrical): ít dùng

## Phân nhóm theo môi trường thực hiện
Theo đặc thù của môi trường thực hiện, tương ứng là sự khác nhau trong phương cách kỹ thuật và chế tạo thiết bị quan sát đo đạc, có thể chia ra:
- Địa vật lý mặt đất: Thực hiện quan sát đo đạc trên mặt đất, còn gọi là đo đường bộ. Các đo đạc trong hầm lò cũng được xếp vào đây.
- Địa vật lý hố khoan (Borehole Geophysics, còn gọi là Well Logging): Thực hiện quan sát đo đạc trong hố khoan.
- Địa vật lý máy bay (Airborne Geophysics): Thực hiện quan sát đo đạc bằng các loại máy bay cỡ nhỏ: máy bay cánh quạt, trực thăng, thiết bị bay không người lái (hay UAV).
- Địa vật lý biển (Marine Geophysics): Thực hiện quan sát đo đạc trên vùng nước, từ sông hồ đến thềm lục địa, biển, đại dương bằng các loại tàu thuyền.
- Đo trong vũ trụ: Thực hiện quan sát đo đạc trên tàu vũ trụ.

Trong Vật lý Địa cầu thường thực hiện các quan sát trên mặt đất, biển, đại dương và vũ trụ. Một số thiết bị đo đạc có thể đặt trong các hầm lò khai thác sâu trong lòng đất, hay trong các hố khoan cực sâu thuộc các dự án khảo sát cơ bản lòng đất, nhưng không nhiều.